# Raja Beni Mellal
Il Raja Béni Mellal (in arabo رجاء بني ملال‎?) è una società calcistica marocchina con sede nella città di Béni Mellal, fondata nel 1956. Milita nella Botola 1 Pro, la massima divisione del campionato marocchino di calcio.
Vinse nella stagione 1973-1974 un campionato marocchino. Inoltre è stata l'unica squadra del Marocco a raggiungere la finale della scomparsa Coppa dei Campioni del Maghreb.

## Storia
Il Raja Beni Mellal fu fondato nel 1956 da Abdellatif Mesfioui con la fusione di due club della città di Béni Mellal, l'Ittihad Al Mellali e il Mouloudia. Abdellatif Mesfioui fu il primo presidente del club. 
Le maggiori imprese del club tuttora sono la finale della Coppa dei Campioni del Maghreb raggiunta nel 1975 contro il Club Africain. I migliori presidenti della storia del club fino ad oggi sono stati Lhaj Jilali Lasri (1973-1974 e 1974-1975) e suo figlio Lhaj Abdelwahed Lasri (2010-2011 e 2011-2012): durante le loro gestioni la squadra ha vissuto le quattro stagioni migliori della sua storia.

## Palmarès

### Competizioni nazionali
- Campionato marocchino: 1

1973-1974

### Altri piazzamenti
- Coppa del Marocco:

Semifinalista: 1970-1971, 1994-1995, 2013
- Coppa dei Campioni del Maghreb:

Finalista: 1975